# Бондаренко Юрій Олександрович
Юрій Олександрович Бондаренко (* 28 грудня 1979 Суми)  — український спортсмен, майстер спорту з кікбоксінгу. Чемпіон Європи серед професіоналів, чемпіон світу.

## Життєпис
Народився в сім'ї робітників. Батько — Олександр Федорович Бондаренко, працював шахтарем у Луганській області, сам сум'янин. Мати  — Тетяна Миколаївна (до шлюбу Зубарова) родом із Луганщини, спортсменка. Навчався у сумській СШ № 16, СПТУ № 6. Закінчив Сумський педагогічний університет (факультет фізвиховання).

### Спортивна кар'єра
1994  — у гуртку кікбоксінгу тренера Віктора Чкалова.
1996  — чемпіон України з «фрістайлу».
1997 — виграв Кубок України в Києві на 10 чемпіонаті з кікбоксінгу. Там став майстром спорту. Поїхав на чемпіонат Європи, що відбувався в Ужгороді. За словами Юрія на матчі був присутній Дон Вілсон, який після бою подякував йому за видовищний бій.
1998  — став Чемпіоном світу з кікбоксінгу.
1999  — чемпіон Європи серед професіоналів.
2000  — став чемпіоном федерації АПВЄ (Асоціація професіональних видів єдиноборств).